# Opuntia pottsii
Opuntia pottsii är en kaktusväxtart som beskrevs av Salm-dyck. Opuntia pottsii ingår i släktet fikonkaktusar, och familjen kaktusväxter. Inga underarter finns listade i Catalogue of Life.